# Vivianne Blanlot
Vivianne Amelia Blanlot Soza (Providencia, Santiago, 26 de marzo de 1955) es una economista, investigadora, consultora y política chilena, militante de Amarillos por Chile. Se desempeñó como ministra de Defensa Nacional durante el primer gobierno de la presidenta Michelle Bachelet, entre 2006 y 2007.

## Biografía

### Familia y estudios
Nació en Santiago de Chile el 26 de marzo de 1955, hija del capitán de Ejército Jorge Enrique Blanlot, hijo a su vez del general de brigada Enrique Blanlot Reisig. Se casó dos veces, la primera con Óscar Andrés Álvarez Kraemer (de quien enviudó), con quien tuvo una hija, Alejandra y, en segundas nupcias con Enrique Méndez Velasco (hijo del político Enrique Méndez Carrasco, quien fuera ministro de Tierras y Colonización en el segundo gobierno del presidente Carlos Ibáñez del Campo), con quien tuvo dos hijos; Sebastián Andrés y Rodrigo Enrique. Se divorció de este último.
Es licenciada en economía por la Pontificia Universidad Católica de Chile (PUC) y Master of Arts en la misma disciplina aplicada por la Universidad Americana, en los Estados Unidos.

### Vida laboral
Entre 1980 y 1990 se desempeñó como economista encargada de la evaluación de inversiones y programas del área de energía, minería, agua potable e infraestructura vial en el Banco Interamericano de Desarrollo (BID).

## Trayectoria política
Fue directora ejecutiva de la Comisión Nacional del Medio Ambiente (Conama) de su país entre 1995 y 1997, año en que partió de Chile al extranjero, una vez más, como consultora independiente en temas de energía, medio ambiente y modernización del Estado. El año 2000 asumió como secretaria ejecutiva de la Comisión Nacional de Energía (CNE), cargo que ocupó hasta 2003, tras diferencias de criterio con el ministro del ramo, Jorge Rodríguez Grossi. De sus cargos en la Conama y en la CNE fue removida por "enfrentarse con sus jefes por materias sectoriales".
Durante 2005 se integró al consejo directivo del BancoEstado y como consultora de las áreas de energía, medio ambiente y telecomunicaciones en la empresa IGT; bajo el gobierno de Ricardo Lagos.
En marzo de 2006 fue designada por la presidenta entrante Michelle Bachelet como ministra de Defensa Nacional. Tras la muerte del ex dictador Augusto Pinochet, ocurrida el 10 de diciembre de ese mismo año, debió asistir a los funerales representando al gobierno, el cual debía estar presente en una ceremonia que tenía como eje la persona de un excomandante en Jefe del Ejército. Su presencia dio lugar a manifestaciones de rechazo por parte de los miles de adherentes del fallecido general que asistieron al evento.
El 26 de marzo de 2007 fue removida de su cargo durante el segundo cambio de gabinete de Bachelet. Fue la primera miembro de la Fundación Expansiva en dejar una secretaría de Estado en dicha administración.
A fines de 2011 fue designada como integrante del Consejo para la Transparencia. En octubre de 2014 fue elegida presidenta de la instancia en reemplazo de Jorge Jaraquemada.